# Talkomatic

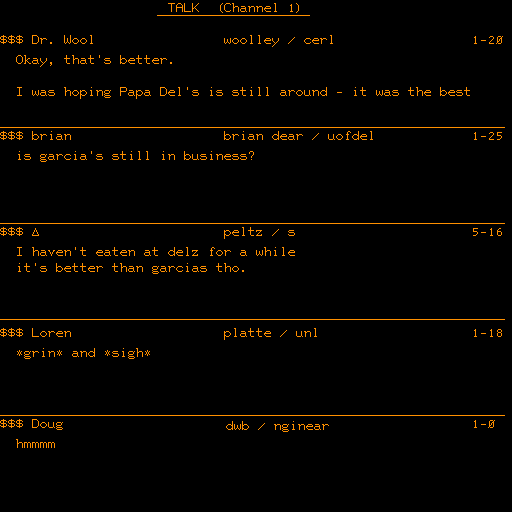
Interfaccia di Talkomatic

Talkomatic è un sistema di chat online che facilita la comunicazione testuale in tempo reale tra un piccolo gruppo di persone. A differenza di altri sistemi di chat, ogni partecipante a Talkomatic aveva una propria sezione dello schermo, trasmettendo messaggi lettera per lettera man mano che venivano digitati.
Questa interazione si distaccava dai sistemi di chat online odierni ed era basata sul lavoro svolto presso l'Università dell'Illinois nel 1973 sul sistema PLATO.

## Storia
L'originale Talkomatic è stato il primo sistema di chat online multiutente, ad eccezione della funzione Party Line del sistema EMISARI (Emergency Information Systems and Reference Index),
creato per l'Office of Emergency Preparedness degli Stati Uniti da Murray Turoff nel 1971.
Talkomatic fu creato da Doug Brown e David R. Wolley nel 1973 sul sistema PLATO all'Università dell'Illinois. Esso offriva sei canali (l'analogo di "stanze" o "room" in Inglese), che potevano ospitare fino a 5 partecipanti. Esso contribuì alla creazione di una community abbastanza ampia a metà del 1980.
Talko, l'app per telefoni ideata da Raymond Ozzie (rilasciata nel settembre del 2014 ed acquisita e dissolta da Microsoft nel 2016), fu nominata al fine di rendere omaggio a Talkomatic.

## Versione Web
L'11 marzo del 2014, Brown e Wolley rilasciarono una nuova versione di Talkomatic designata per il web. Progettato per essere una reinterpretazione del suo omonimo degli anni '70, esso era concettualmente simile al sistema originale, ma senza le limitazioni del suo antenato (il limite di sei stanze). Ma il 14 marzo del 2024,  la versione web venne resa non disponibile al pubblico per via di alcuni problemi tecnici e perché le azioni di alcuni utenti vennero considerate irrispettose.

### La rinascita del concept originale
Le caratteristiche dell'opera originale includevano le stanze pubbliche, private e semi-private che permettevano a cinque utenti simultanei di comunicare in conformità alle loro esigenze di privacy.
Alla fine del 2017, Talkomatic era alla sua terza versione e supportava le funzionalità originali delle stanze pubbliche e private, ma non le stanze semi-private.
L'11 marzo del 2018 venne rilasciata la versione 4, che implementava completamente le funzionalità della versione originale con alcuni miglioramenti al supporto dei browser odierni.